# Manfried Welan
Manfried Welan (ur. 13 czerwca 1937 w Wiedniu, zm. 22 maja 2024 tamże) – austriacki politolog i prawnik, pisarz i polityk.
W 1968 Manfried Welan został mianowany profesorem prawa na Uniwersytecie Zasobów Naturalnych i Nauk Przyrodniczych w Wiedniu (BOKU) i kierownikiem Instytutu Prawa. W 1973 został mianowany profesorem zwyczajnym na BOKU. W latach 1975–1977 pełnił funkcję prorektora BOKU, od 1977 do 1981 był rektorem, a następnie do 1984 prorektorem. W latach 1979–1981 był również przewodniczącym Austriackiej Konferencji Rektorów.